# الحمیره (ریف دمشق)
الحمیره (به عربی: الحمیرة) یک منطقهٔ مسکونی در سوریه است که در استان ریف دمشق واقع شده‌است. الحمیره ۱٬۷۴۰ نفر جمعیت دارد.